# Barer Straße
Die Barer Straße ist eine Innerortsstraße im Stadtbezirk Maxvorstadt (Nr. 3) von München.

## Verlauf
Die Straße führt von der Ottostraße in der Nähe des Lenbachplatzes am Altstadtring über den Abzweig der Arcostraße, von dort aus geradlinig in nordnordöstlicher Richtung verlaufend, zum kreisförmigen Karolinenplatz (mit dem Obelisken am Karolinenplatz in der Mitte). Von dort aus führt sie weiter an der östlich gelegenen Pinakothek der Moderne und den westlich gelegenen Gebäuden der Alten Pinakothek und der Neuen Pinakothek vorbei über die kreuzenden Gabelsbergerstraße, Theresienstraße und Schellingstraße über die Adalbertstraße bis zur Nordendstraße, die nicht mehr dem Rastersystem der Maxvorstadt, sondern dem Verlauf des früheren Türkengrabens folgt.

## Öffentlicher Verkehr
Die Straße wird auf ihrer ganzen Länge von der Trambahnlinie 27 befahren, die die Innenstadt mit dem Kurfürstenplatz verbindet. Die Straße wird von der Stadtbuslinie 100 (Museumslinie) gekreuzt.

## Namensgeber
Die Straße ist nach dem Ort Bar-sur-Aube benannt, bei der 1814 ein Gefecht (Schlacht bei Bar-sur-Aube) in den Befreiungskriegen unter Beteiligung bayerischer Truppen stattfand.

## Geschichte
Im Atelierbau der Barer Straße 37 wohnte von 1919 bis 1931 der Schriftsteller Oskar Maria Graf (1894–1967), in der Barer Straße 47 der mit ihm befreundete Maler Georg Schrimpf (1889–1938). Die Barer Straße 57 war ab 1926 die Wohnadresse des NS-Politikers Hans Frank (1900–1946).
In der Barer Straße 15 hatte die von 1936 bis 1945 bestehende Reichsärztekammer ihren Sitz, in der Barer Straße 7–11 bis 1934 die Oberste SA-Führung.

## Charakteristik
Die von bedeutenden Museumsbauten, insbesondere den drei Pinakotheken, des Kunstareals München flankierte Straße bildet einen Teil des rechtwinkligen Straßensystems der Maxvorstadt.

## Denkmalgeschützte Bauwerke

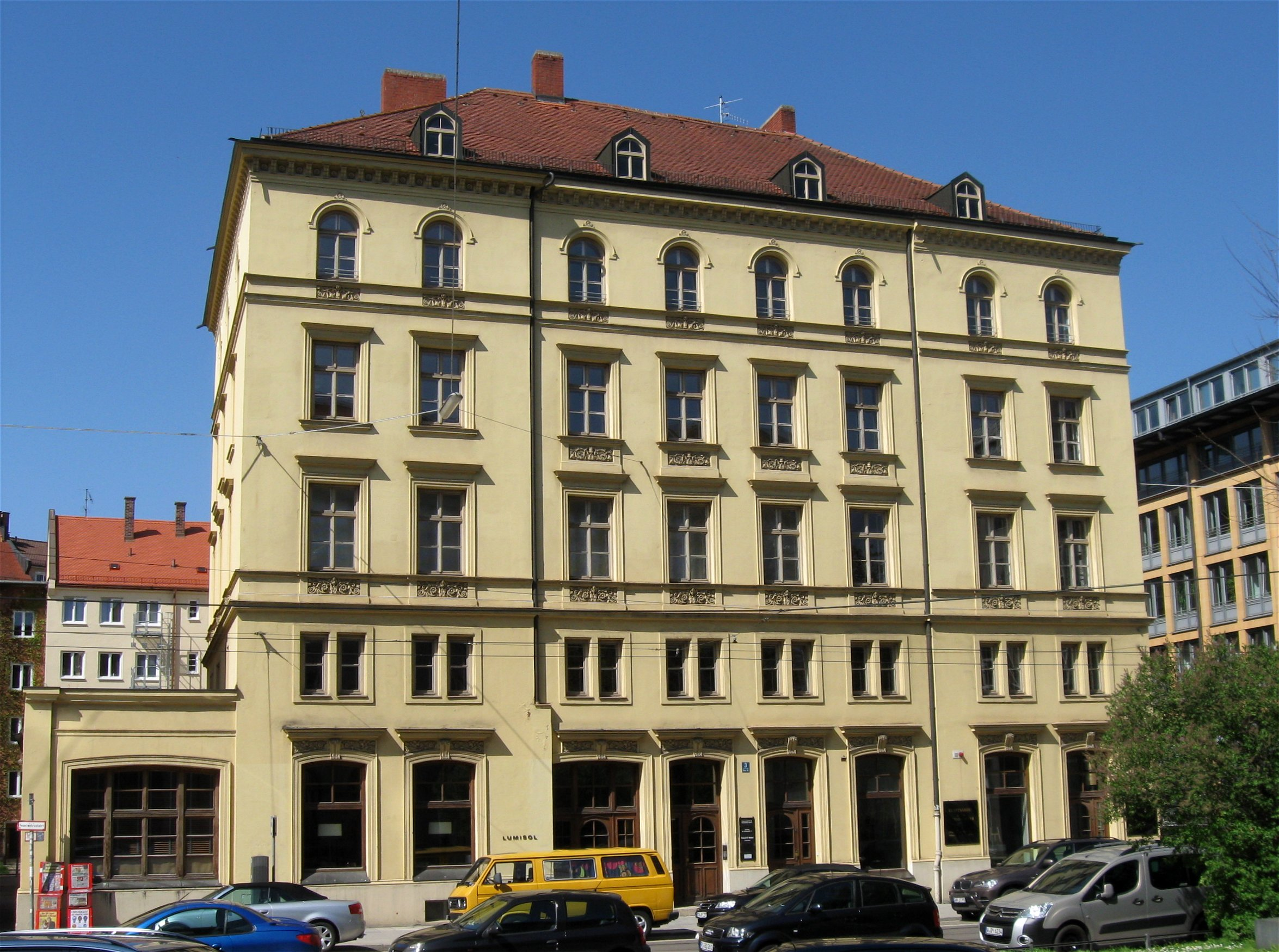
Barer Straße 3

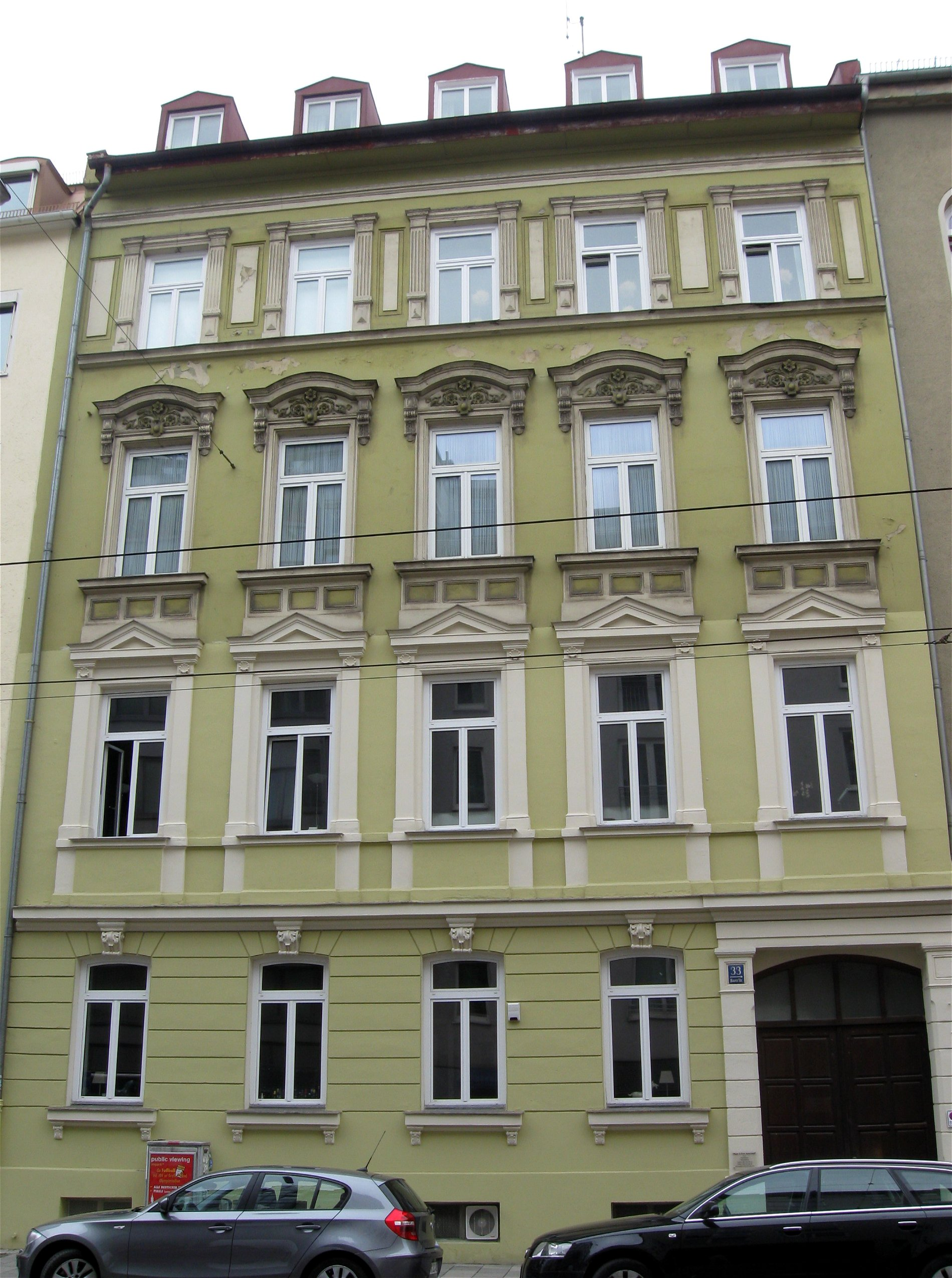
Barer Straße 33

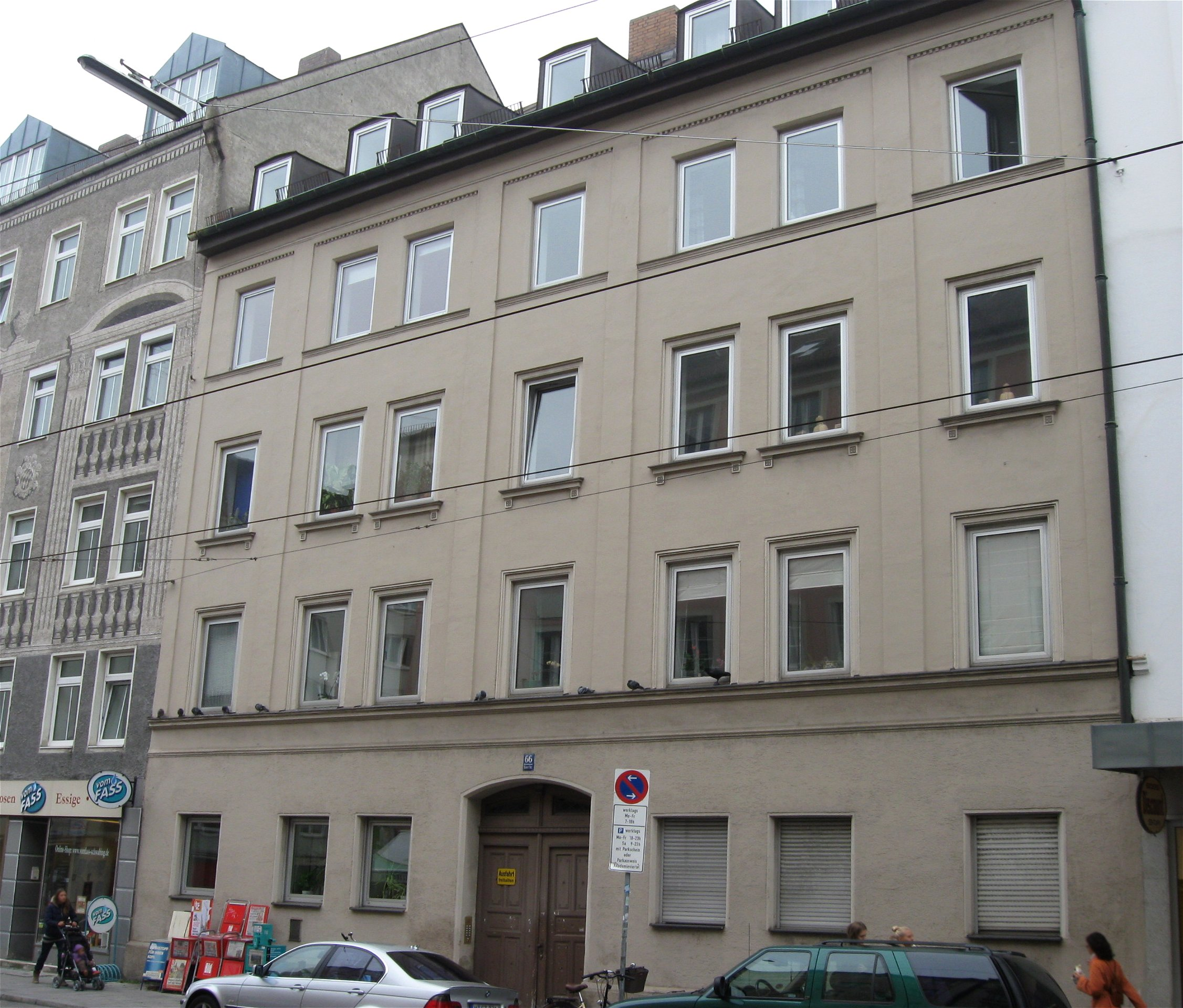
Barer Straße 66

- Barer Straße 3: stattliches Eckhaus, spätklassizistisch, mit reicher Gliederung, 1860–1862 von Reinhold Hirschberg; mit Arcostraße 1 (Denkmalliste D-1-62-000-575)
- Barer Straße 27: Alte Pinakothek, repräsentativer Galeriebau mit Eckrisaliten in Formen der italienischen Hochrenaissance, von Leo von Klenze, 1826–1836, nach Kriegsschäden von Hans Döllgast 1952–1957 wiederhergestellt bzw. in schlichter Form ergänzt; mit Ausstattung; ringsum (erneuerte) Gartenanlage (Denkmalliste D-1-62-000-57)
- Barer Straße 33: Mietshaus, Neurenaissance, reich gegliedert, 1875 von Johann Thomas (Denkmalliste D-1-62-000-579), erbaut mit dem zerstörten Eckhaus Nr. 31 zur Heßstraße für den Privatier Alois Keller[4]
- Barer Straße 37: Mietshaus, Neurenaissance, reich gegliedert, 1876 von Kilian Stützel (Denkmalliste D-1-62-000-581)
- Barer Straße 39: Mietshaus, Neurenaissance, reich gegliedert, 1876 von Kilian Stützel (Denkmalliste D-1-62-000-582), „eine der wenigen ausgezeichnet erhaltenen Neurenaissance-Fassaden der Maxvorstadt“[5]
- Barer Straße 43: Mietshaus, Neurenaissance, reich gegliedert, um 1880/90; mit Schellingstraße 54 verbunden (Denkmalliste D-1-62-000-583), Ädikulafenster mit Hermenpilastern
- Barer Straße 45: Mietshaus, Neurenaissance, mit reicher Gliederung, Ende 19. Jahrhundert (Denkmalliste D-1-62-000-584), Ädikulafenster mit plastisch dekorierten Pilastern
- Barer Straße 46: Mietshaus, vereinfachte Fassade, mit Putzgliederung, daran Madonnenrelief, 1865 erbaut, 1876 aufgestockt, 1909 Fassade erneuert (Denkmalliste D-1-62-000-585)
- Barer Straße 66: Mietshaus, spätbiedermeierlich, mit Lisenengliederung, um 1860 (Denkmalliste D-1-62-000-586)
- Barer Straße 67: Mietshaus in spätklassizistischer Tradition, mit Giebelaufsatz und reichem Stuckdekor, um 1860/70 (Denkmalliste D-1-62-000-587)
- Barer Straße 69: Mietshaus, Backstein-Renaissance, mit Putzgliederungen und Erkerturm, um 1884–1887 von Johann Widmann; Gruppe mit Adalbertstraße 70/72/76/78/80m (Denkmalliste D-1-62-000-588)

## Öffentliche Einrichtungen

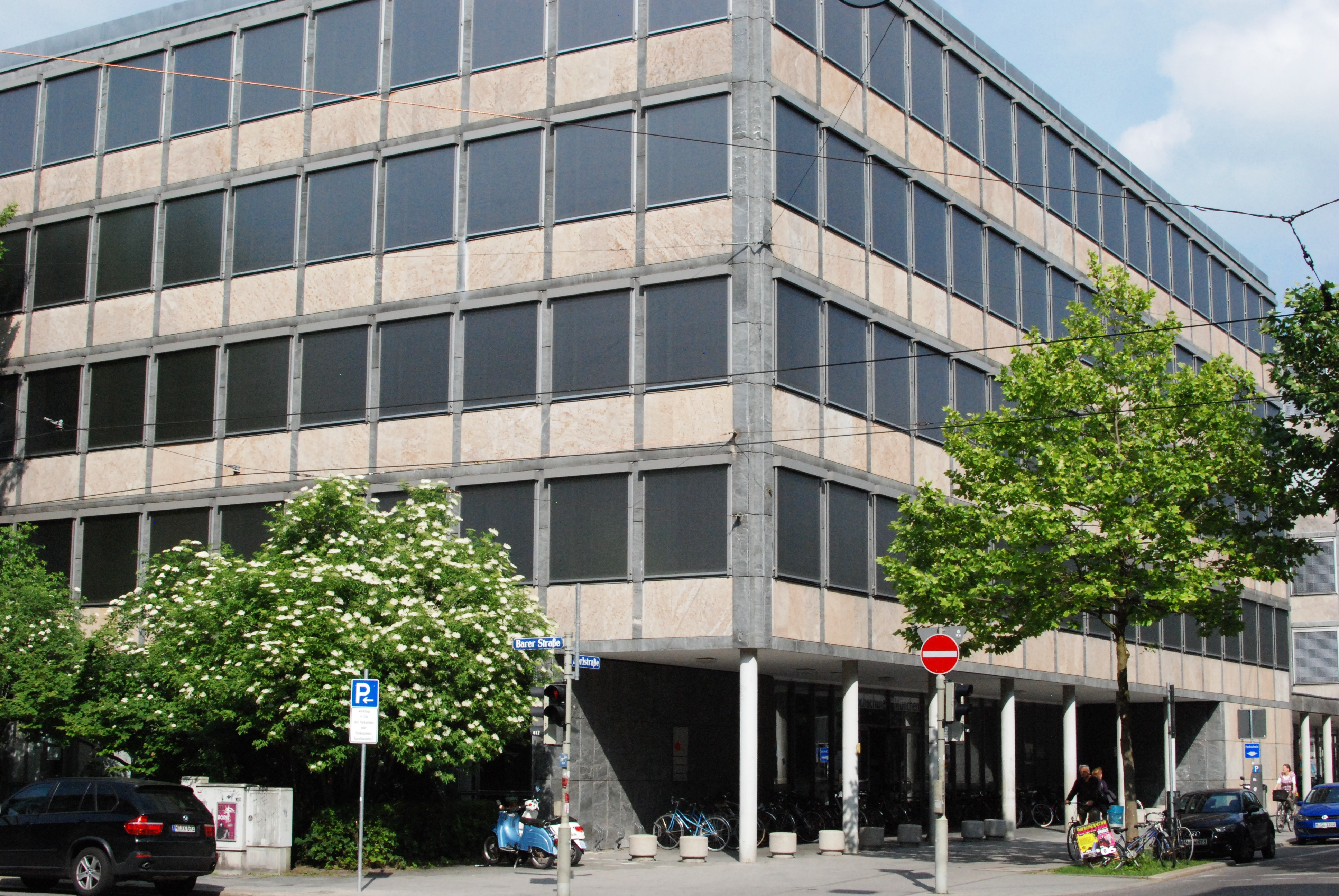
Staatsbauschule

- Staatsbauschule München, Ecke Karlstraße/Barer Straße.

## Kunstwerke

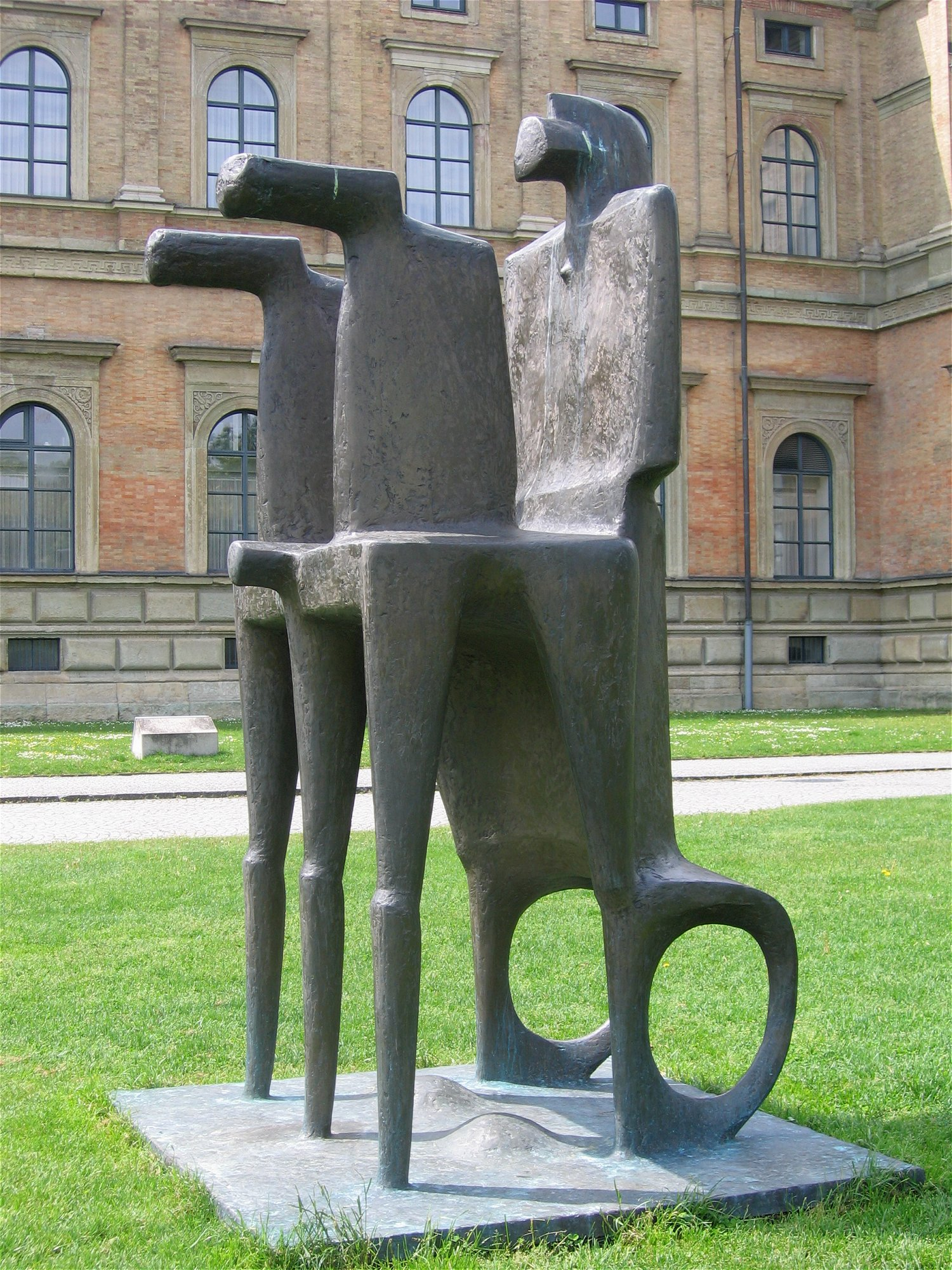
Fritz Koenig: Große Biga
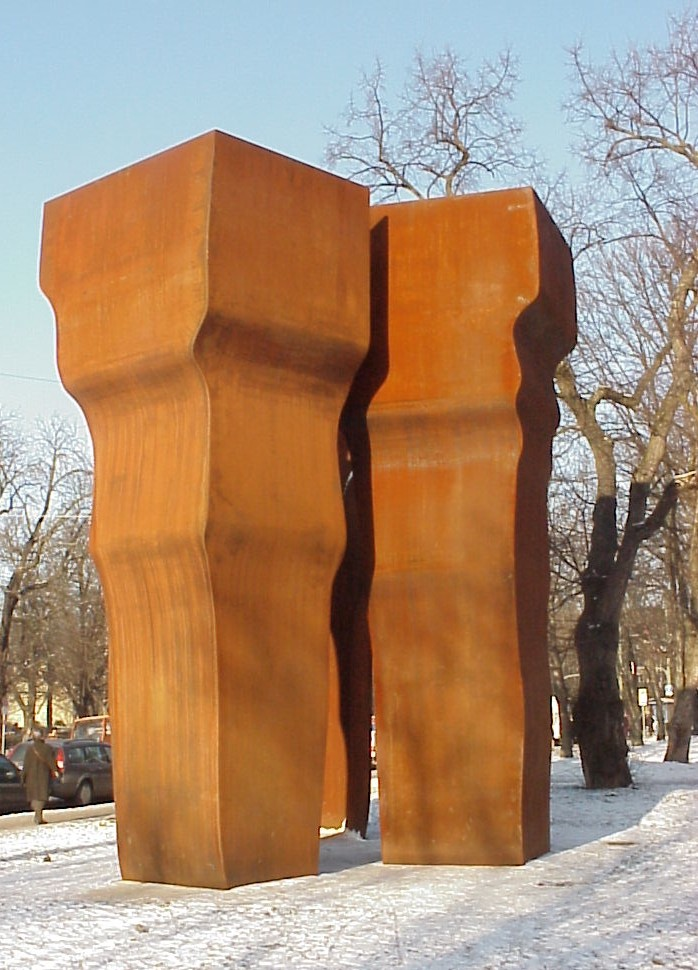
Buscando la Luz II

- Skulpturen im Skulpturenpark Pinakothek, darunter die Großplastik Buscando la Luz II von Eduardo Chillida vor der Pinakothek der Moderne.

## Hotels
- Hotel Garni Marienbad, Barer Straße 11 (im historischen Gartenhaus)[6]